# Karl Krazeisen

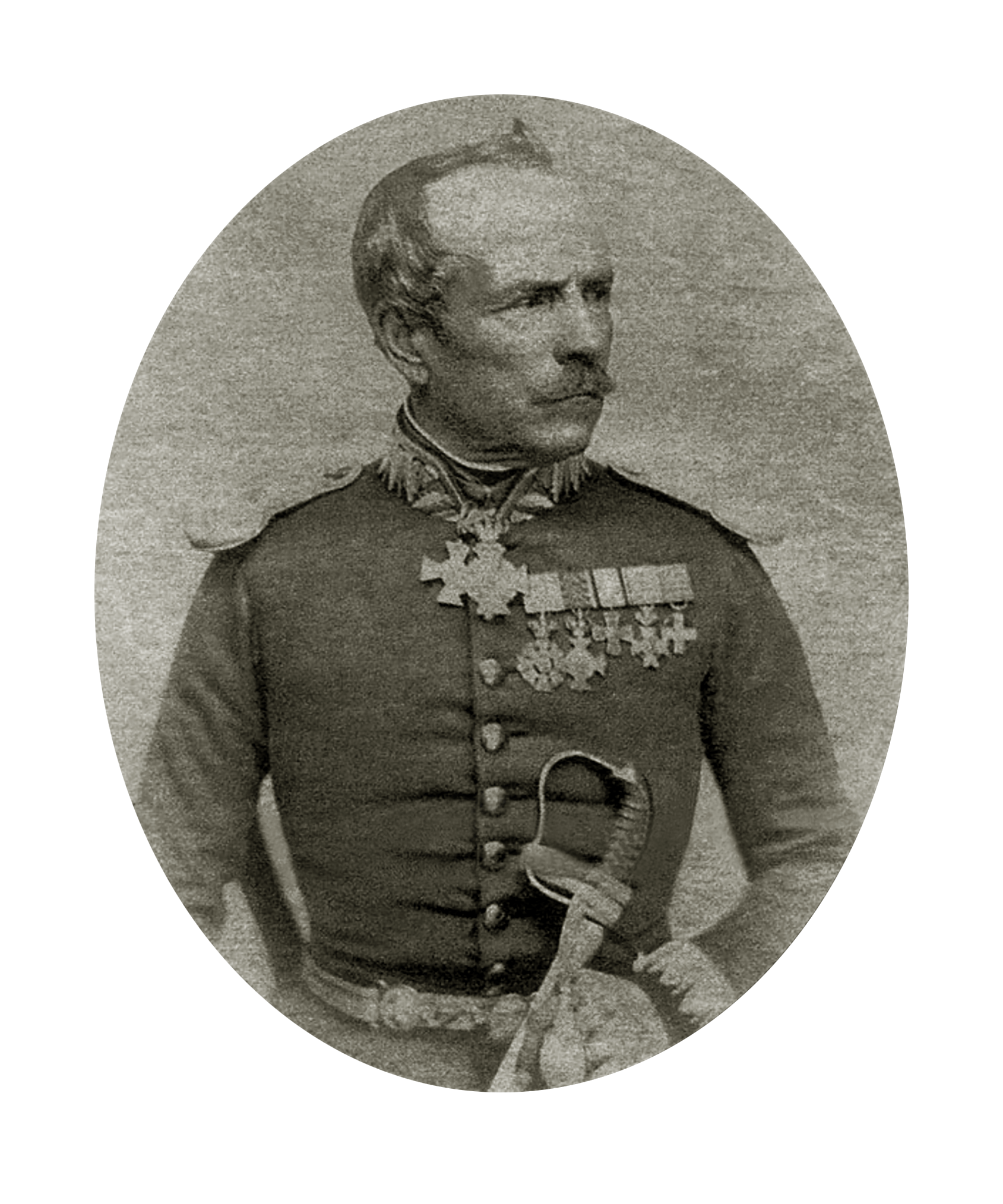
Karl August von Krazeisen

Karl August Krazeisen, seit 1858 Ritter von Krazeisen (öfter auch Kratzeisen; * 27. Oktober 1794 in Kastellaun; † 25. Januar 1878 in München) war ein bayerischer Infanterie-Offizier und Hobbymaler, der in Griechenland die Anführer der griechischen Freiheitskämpfe porträtierte und später zum General aufstieg.

## Leben
Er wurde als Sohn des gleichnamigen herzoglich zweibrückischen Legationsrates geboren. Krazeisen war in erster Ehe mit Franziska Lindauer verheiratet. Nach ihrem Tod 1849 verheiratete er sich ein Jahr später mit Maria Leonhard. Ihr gemeinsamer Sohn Carl Johann von Krazeisen (1851–1924) wirkte als Jurist und Präsident des Bayerischen Verwaltungsgerichtshofes.
Karl Krazeisen starb 1878 im Alter von 83 Jahren in München.

## Grabstätte

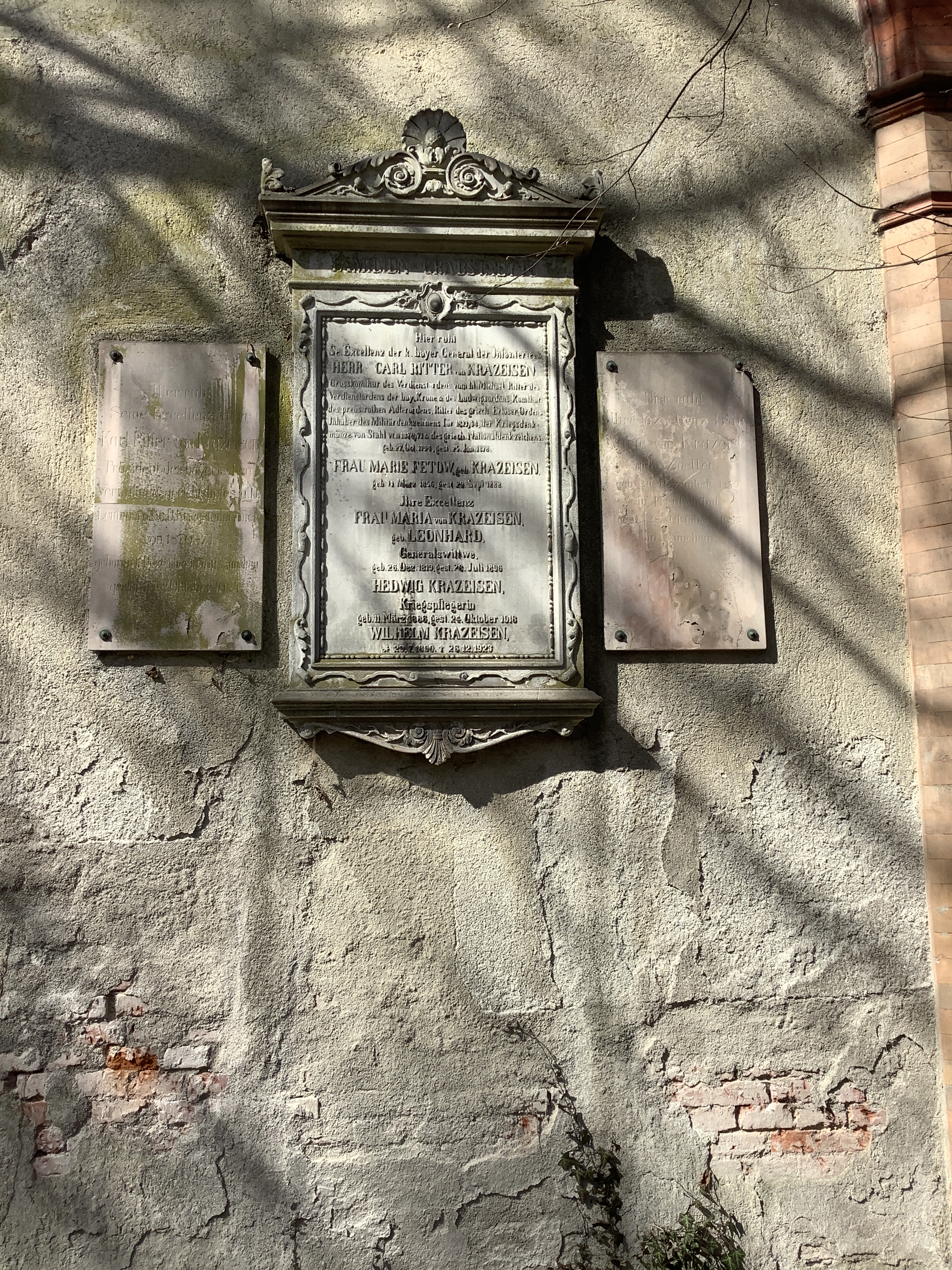
Grab von Karl Krazeisen auf dem Alten Südlichen Friedhof in München

Die Grabstätte von Karl Krazeisen befindet sich auf dem Alten Südlichen Friedhof in München (Neu Arkaden Platz 153 bei Gräberfeld 30) Standort.

## Militärkarriere
Krazeisen trat nach seiner Ausbildung im Kadettenkorps 1812 als Unterleutnant in das 1. Linien-Infanterie-Regiment der Bayerischen Armee ein. Er nahm 1813/14 an den Befreiungskriegen gegen die napoleonische Herrschaft teil. 1826 ging er als Oberleutnant mit anderen in bayerischem Sold stehenden Offizieren nach Griechenland, um griechische Truppen auszubilden und damit den Befreiungskampf der Griechen zu unterstützen, der sich – nach militärischen Erfolgen der Osmanen und vor dem Eingreifen der europäischen Großmächte – in einer kritischen Phase befand. Die Aktion, deren Kosten ein vom bayerischen König Ludwig I. unterstütztes Komitee von Philhellenen trug, erwies sich jedoch als nicht durchführbar. Allerdings soll Krazeisen auch am historischen Angriff auf Athen am 6. März 1827 und an den Kämpfen um die Akropolis am 22. April 1827 unter dem Kommando von Charles Nicolas Fabvier teilgenommen haben.
Krazeisen wurde nach seiner Rückkehr nach München zunächst wegen Fahnenflucht verurteilt, später jedoch rehabilitiert. Er avancierte zum Generalmajor und Brigadier (Chef) der damaligen 4. bayerischen Armee-Brigade in Speyer. Somit war er der ranghöchste bayerische Soldat in der Rheinpfalz. Als solcher erhielt er durch König Maximilian II. am 20. Juni 1858 das Ritterkreuz des Verdienstordens der Bayerischen Krone und wurde mit Datum vom 24. August des Jahres in den persönlichen Adelsstand erhoben und durfte sich nach Eintragung in die Adelsmatrikel „Ritter von Krazeisen“ nennen. 1861 zeichnete man ihn mit dem Komturkreuz des Verdienstordens vom Heiligen Michael aus.
Griechenland ehrte ihn mit dem Erlöser-Orden.
Nach seiner Beförderung zum Generalleutnant 1863 erhielt er die Ernennung zum Gouverneur der Festung Germersheim. Ferner fungierte Krazeisen als Präsident des General-Auditoriats München. 1874 wurde er unter Verleihung des Charakters als General der Infanterie zur Disposition gestellt.

## Künstlerisches Werk
Krazeisen besuchte ab 1817, als Oberleutnant, die Kunstakademie München, wo er die Historienmalerei erlernte. Er nutzte seinen Aufenthalt in Griechenland, mit einem Gespür für die historische Bedeutung, um Porträts berühmter Persönlichkeiten des Befreiungskampfes sowie Landschaften und griechische Trachten zu zeichnen. Krazeisen kehrte 1827 nach München zurück und ließ seine griechischen Zeichnungen großteils von Franz Hanfstaengl sowie Peter von Hess in Lithografien umsetzen. Sein Album „Bildnisse ausgezeichneter Griechen und Philhellenen, nebst einigen Ansichten und Trachten“ wurde zwischen 1828 und 1831 in sieben Auflagen gedruckt. Die Verbreitung dieser Porträts der Helden des griechischen Befreiungskampfes stellte eine bedeutsame Unterstützung des Philhellenismus in Europa dar. Da Krazeisen alle zum Zeitpunkt seines Griechenland-Aufenthalts lebenden Anführer der Revolution porträtiert hatte, stellt sein Album die umfassendste Sammlung dar, mit der diese Persönlichkeiten der Nachwelt überliefert wurden. Er fertigte seine Zeichnungen der griechischen Nationalhelden als einziger zu deren Lebzeiten.

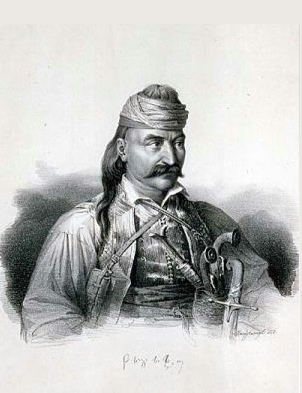
Theodoros Kolokotronis
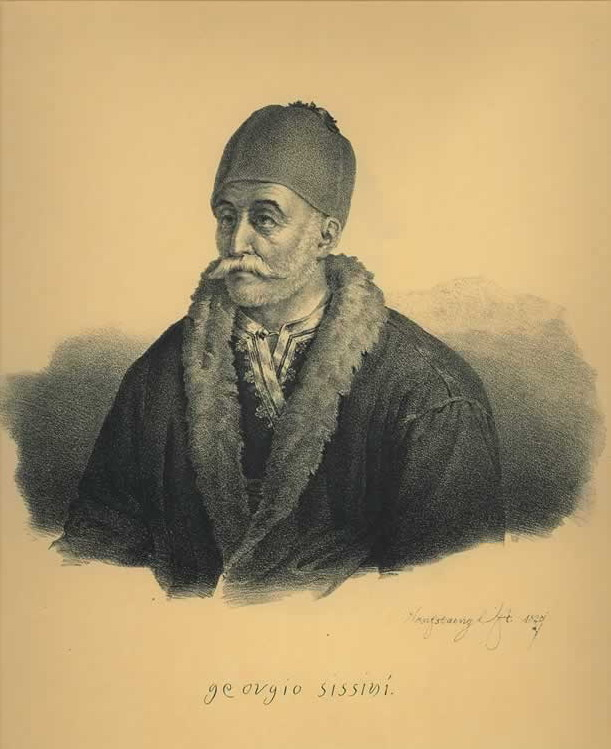
Georgios Sisinis
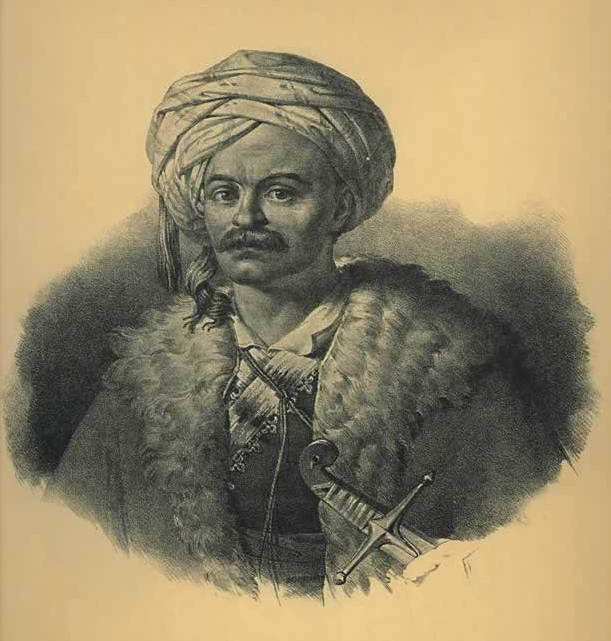
Charles Nicolas Fabvier
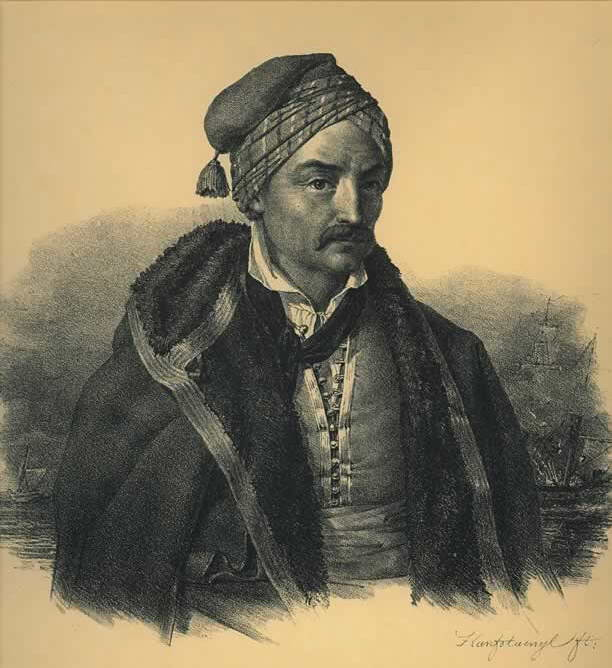
Konstantinos Kanaris
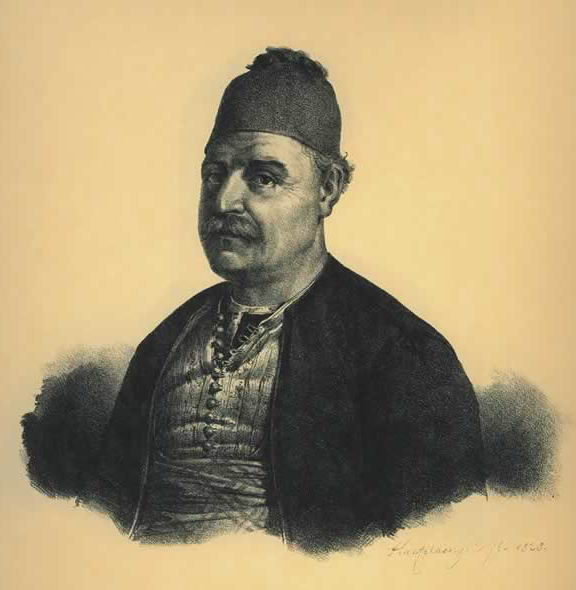
Andreas Miaoulis
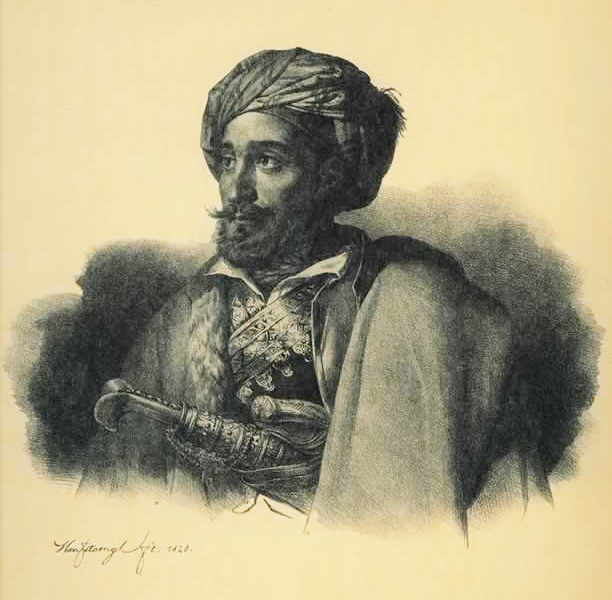
Makrigiannis
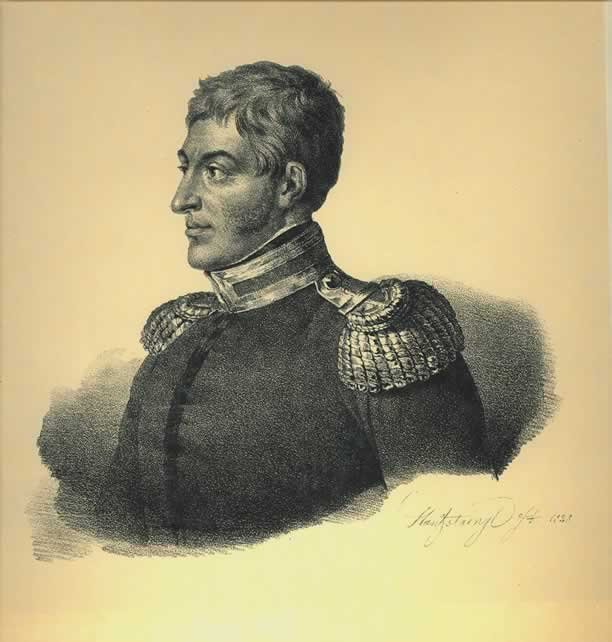
Frank Abney Hastings
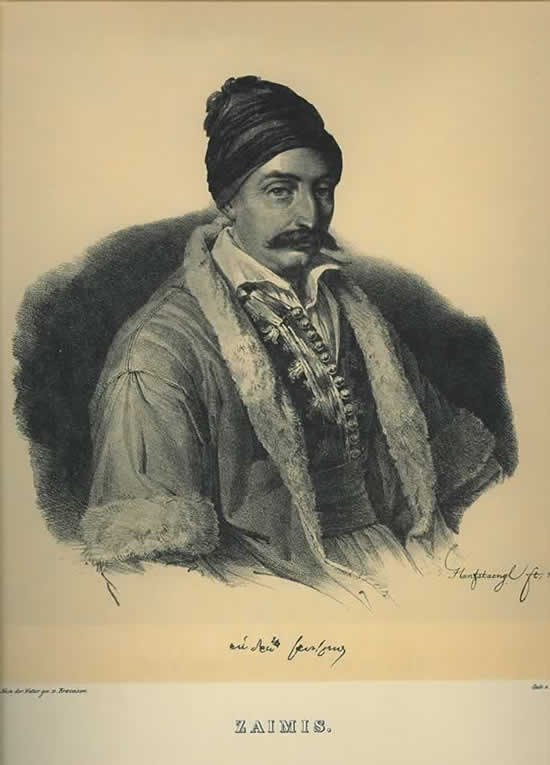
Andreas Zaimis
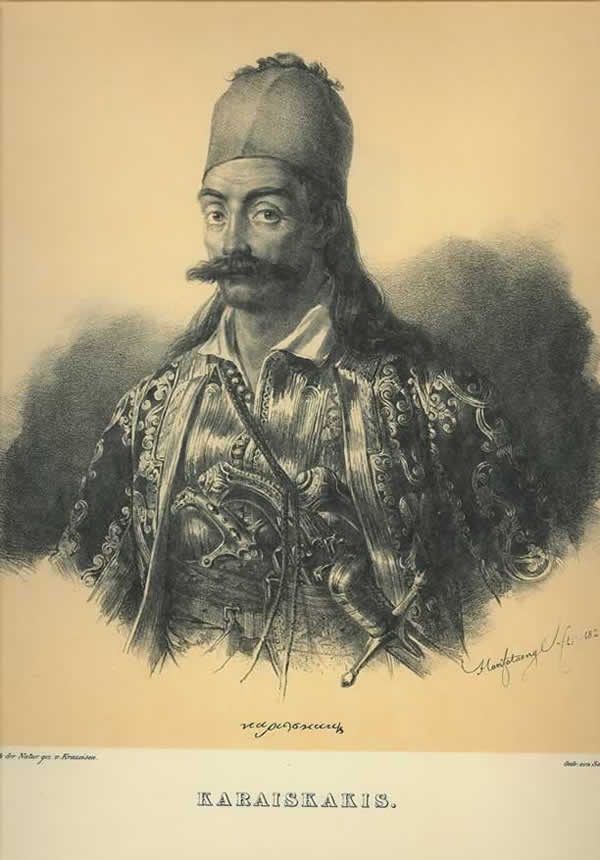
Georgios Karaiskakis
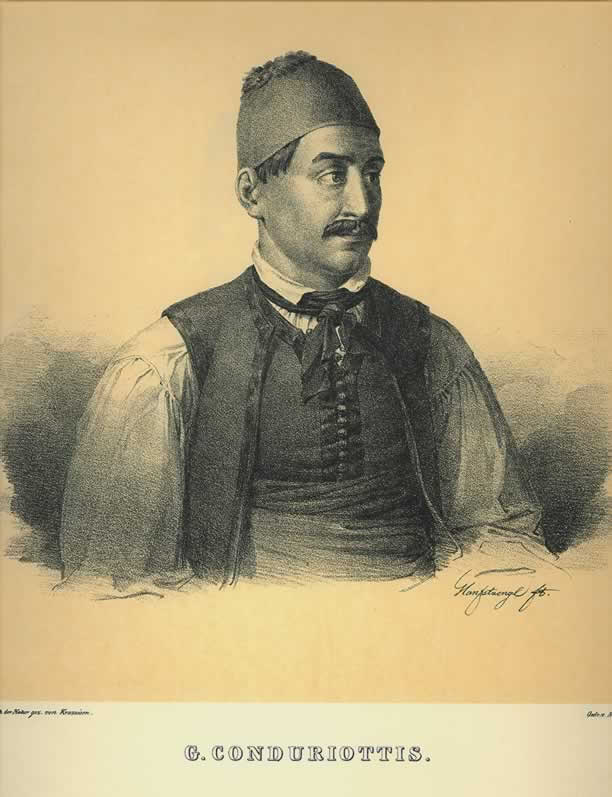
Georgios Koundouriotis
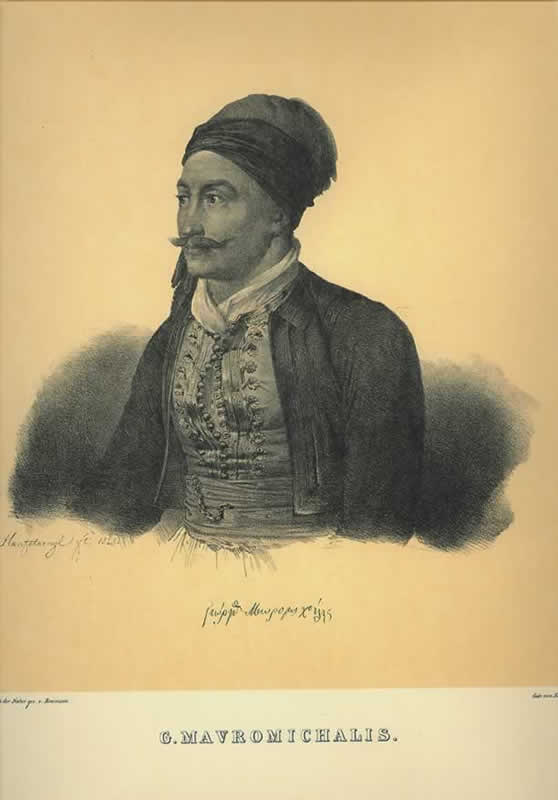
Georgios Mavromichalis
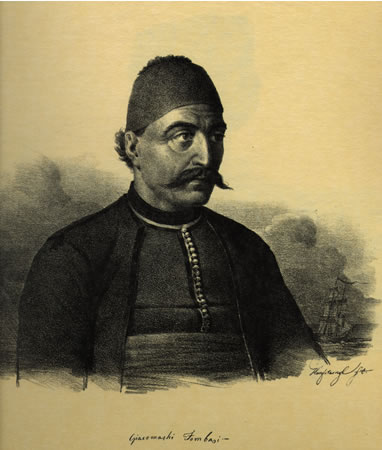
Iakovos Tompazis
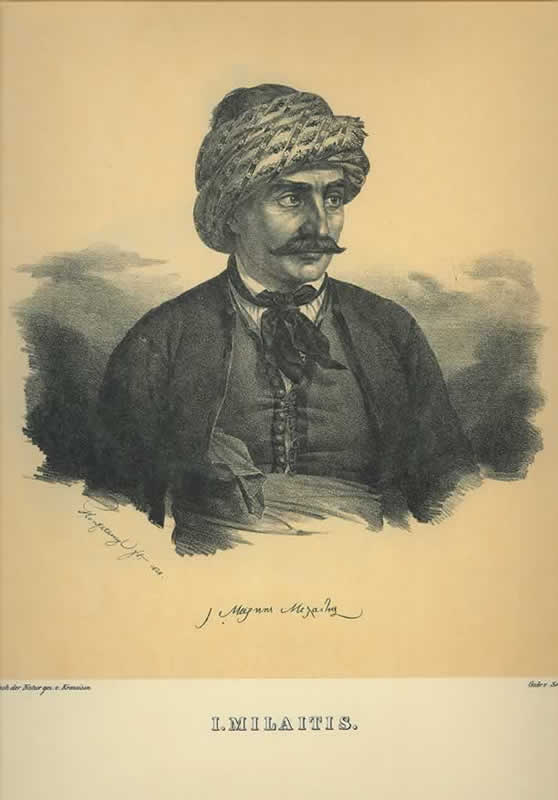
Ioannis Milaitis
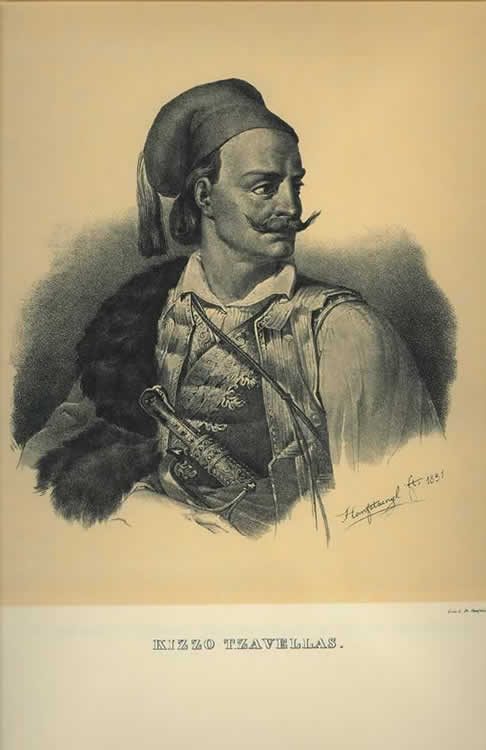
Kitsos Tzavelas
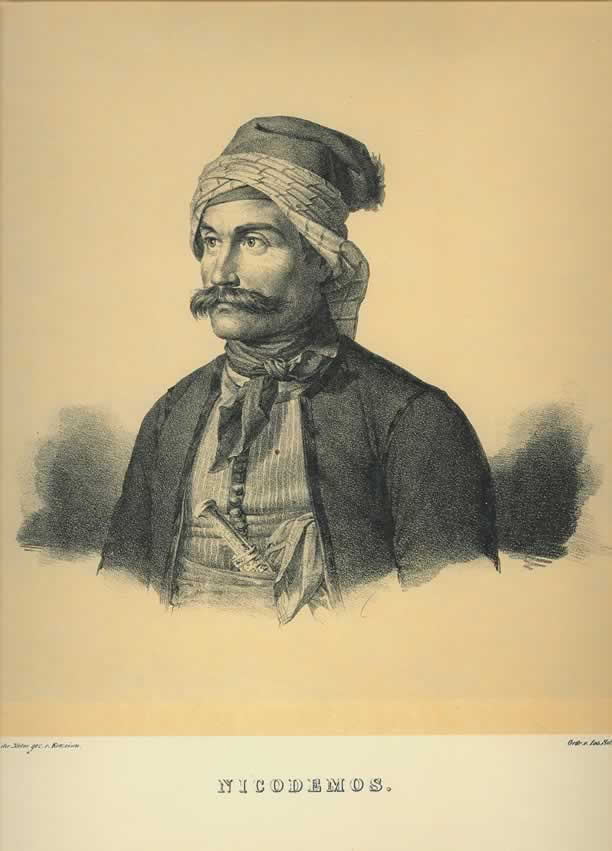
Konstantinos Nikodimos
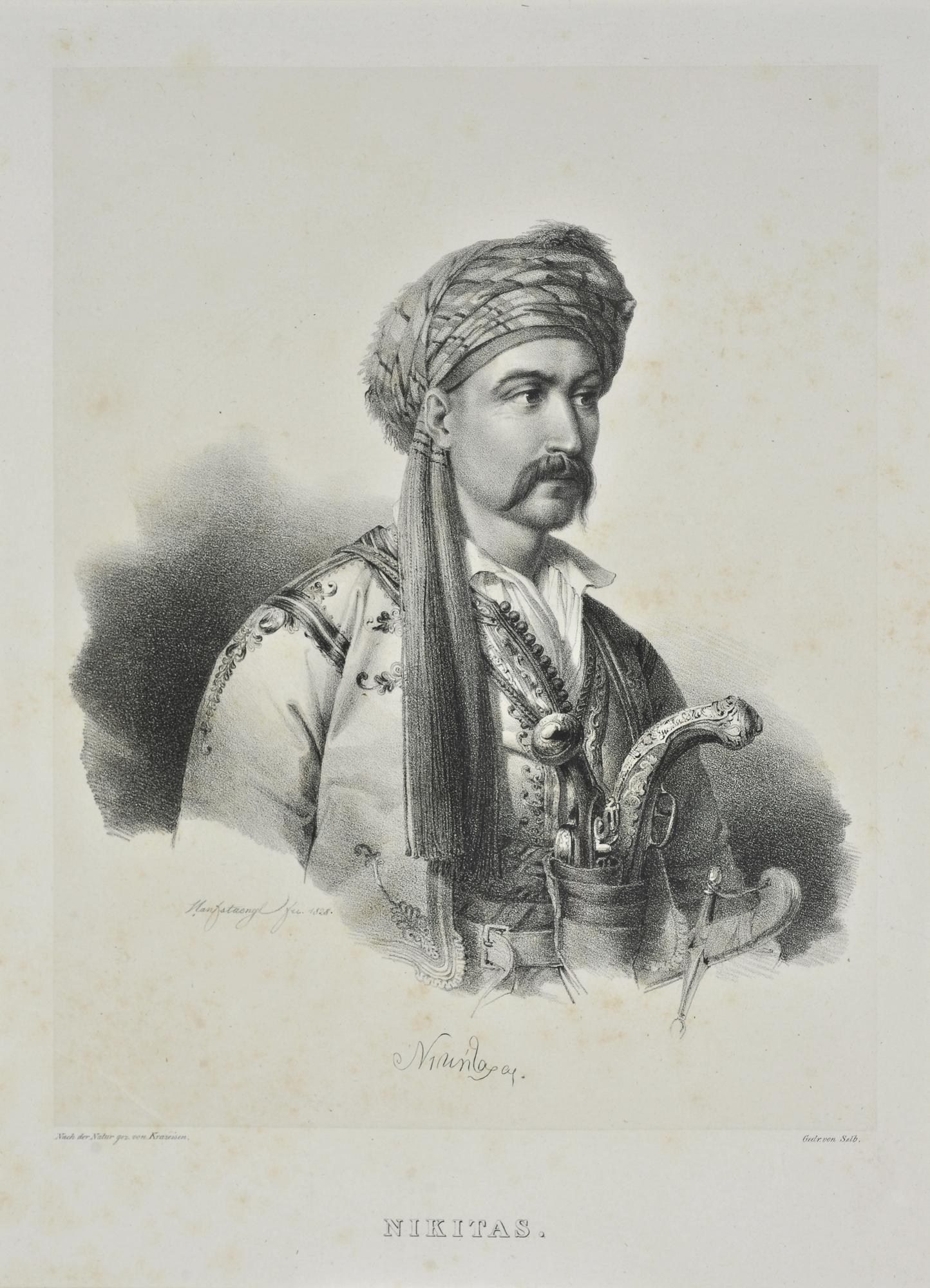
Nikitaras